# Dimitrije Nešić
Dimitrije Nešić (Belgrad, 20 d'octubre de 1836 – 9 de maig de 1904) va ser un matemàtic serbi i president de l'Acadèmia Sèrbia de Ciències i Arts.
Nešić va ser fill de Savka i Stojan Nešić. El seu pare Stojan era artesà, mentre que la seva mare era mestressa de casa. El seu avi era comerciant a Novi Pazar i va arribar a Belgrad a causa de les accions contra els serbis dels otomans durant el Primer Aixecament Serbi.